# Józef Kapel

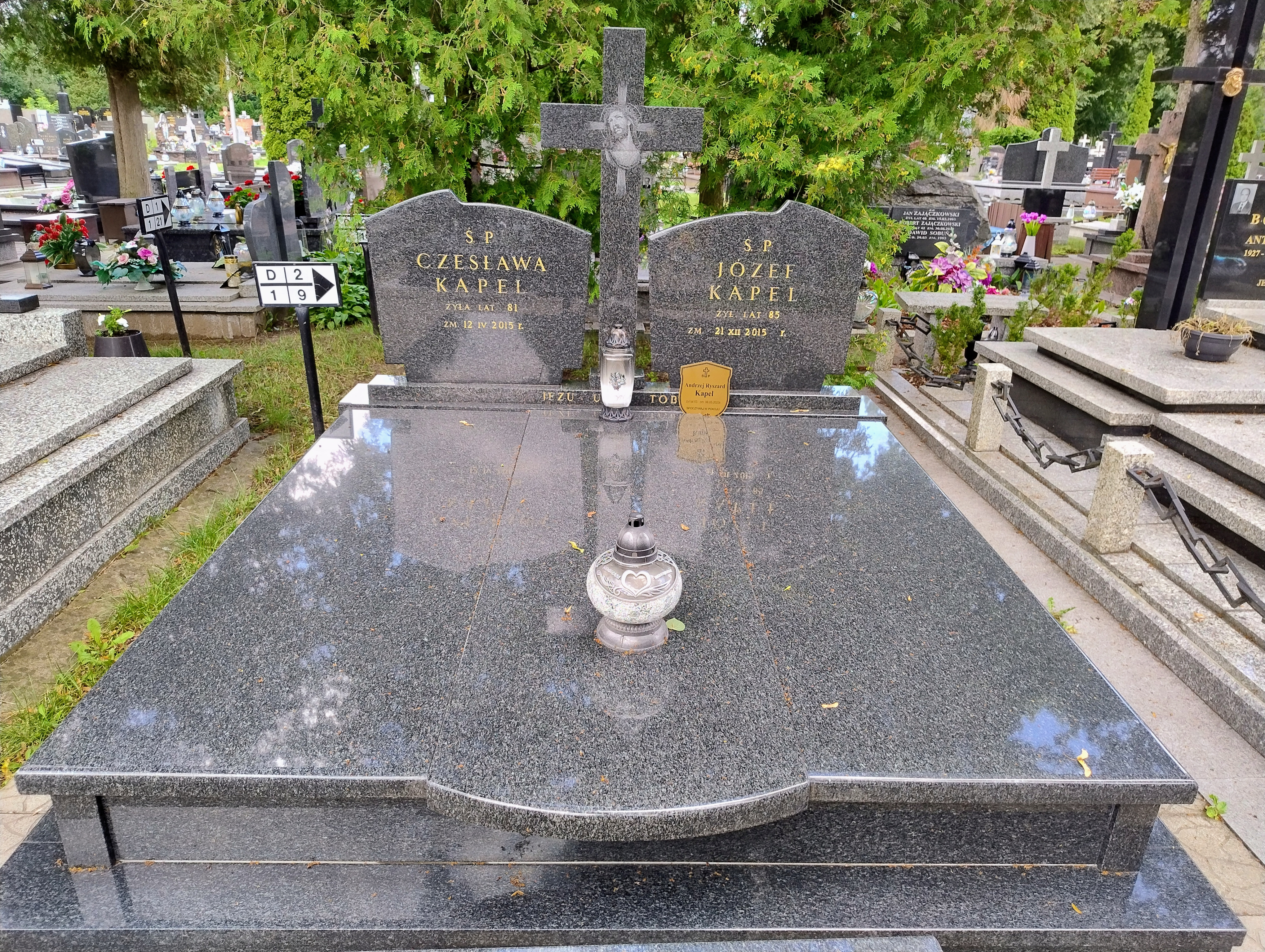
Grób Józefa Kapel (2025)

Józef Kapel (ur. 25 grudnia 1930 w Ratajach, zm. 21 grudnia 2015) – polski działacz partyjny i państwowy, ekonomista, w latach 1972–1975 przewodniczący Prezydium PRN w Ełku i naczelnik powiatu ełckiego, w latach 1975–1981 wicewojewoda suwalski.

## Życiorys
Syn Józefa i Agnieszki. Po II wojnie światowej uczył się w gimnazjum ogólnokształcącym w Busku-Zdroju, a pomiędzy 1956 a 1958 w technikum handlowym Ministerstwa Handlu Wewnętrznego w Warszawie. W latach 1964–1968 studiował w Wyższej Szkole Nauk Społecznych przy KC PZPR, w 1970 uzyskał magisterium na Wydziale Ekonomiki Produkcji Szkoły Głównej Planowania i Statystyki.
W 1946 wstąpił do Związku Młodzieży Wiejskiej RP „Wici”. W latach 1949–1951 słuchacz Oficerskiej Szkoły Artylerii nr 2 w Olsztynie, następnie do 1955 służył w Jednostce Wojskowej 3675 w Ełku, dochodząc do stopnia porucznika. Po odejściu z Ludowego Wojska Polskiego do 1960 pracował jako inspektor w Wojewódzkim Inspektoracie Państwowej Inspekcji Handlowej w Białymstoku i kierownik Referatu Obrotu Towarowego w Prezydium Powiatowej Rady Narodowej w Ełku.
W 1952 wstąpił do Polskiej Zjednoczonej Partii Robotniczej. Zajmował stanowiska II sekretarza Komitetu Miejskiego PZPR w Ełku (1960–1963) i kierownika Powiatowego Ośrodka Propagandy Partyjnej tamże (1963–1966). W 1966 został I sekretarzem ełckiego Komitetu Miejskiego, później był także sekretarzem Komitetu Powiatowego. W marcu 1972 został przewodniczącym Prezydium Powiatowej Rady Narodowej, po przekształceniu funkcji od stycznia 1974 do maja 1975 pozostawał naczelnikiem powiatu ełckiego. Od 1 czerwca 1975 do 22 grudnia 1981 pełnił funkcję wicewojewody suwalskiego, po czym przeszedł na emeryturę.
Został pochowany na Cmentarzu Komunalnym w Ełku.